# Eliška Podzimková
Eliška Podzimková (* 27. března 1992, Praha) je česká animátorka, ilustrátorka, fotografka a umělkyně žijící v Praze.

## Biografie

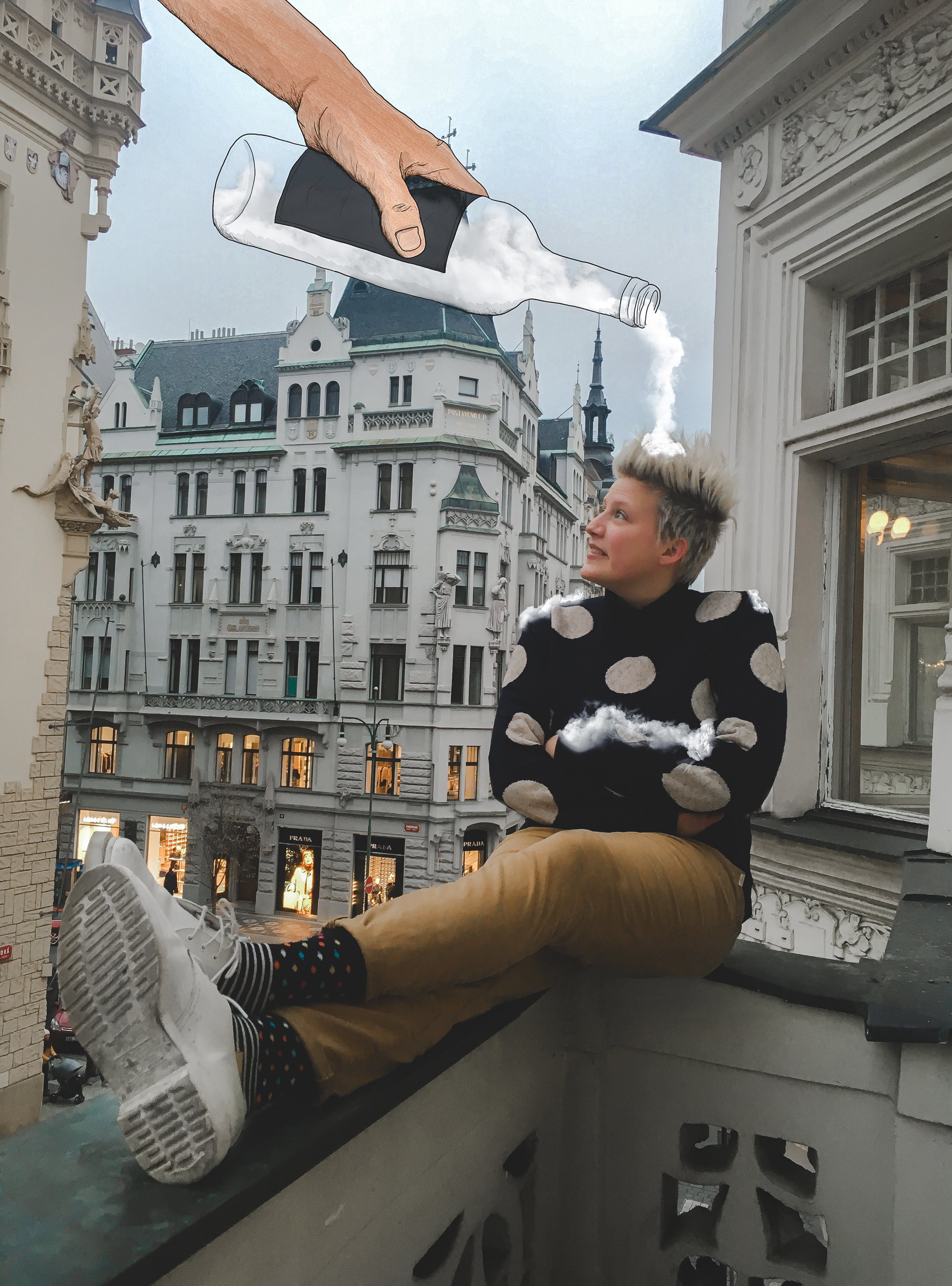
Na balkóně u 2media, 2016

V šestnácti letech, při studiu na Gymnáziu Na Pražačce, jí bylo diagnostikováno nádorové onemocnění Hodgkinův lymfom a v té době začala dokreslovat ilustrace do fotografií. V roce 2014 absolvovala Filmovou Akademii Miroslava Ondříčka v Písku obor animované tvorby. Její instagramový účet AnimateNY, založený v květnu 2013, přesahuje 60 000 sledujících. 9. února 2014 otiskl newyorský magazín Metro jednu z jejích ilustrací na titulní straně. Od září 2014 do října 2015 žila a pracovala v New Yorku, kde byla zaměstnána jako specialista pro marketingový obsah na New York Film Academy (NYFA). K jejím zahraničním pracovním úspěchům patří video a dokreslené ilustrace pro světově známého kuchaře Jamieho Olivera (květen 2014) nebo ilustrace pro americký Vogue magazín (květen 2014). V lednu 2016 se Eliška Podzimková přestěhovala zpět do České republiky, kde vyšla rubrika Dokreslené Česko pro internetový portál iDnes (duben 2016) a vznikla spolupráce s Tomášem Klusem na jeho turné Recyklus. Spolupracuje také s organizací Můj Nový Život, která pomáhá dětem s onkologickým onemocněním. Její první autorská výstava POLOJASNO se konala na podzim 2016 v Praze v Jindřišské věži.

## Animovaná tvorba

### BABLS
- 2012 - Krátkometrážní film o klukovi, který byl odsuzován svými spolužáky za to, že je odlišný. Nakonec jim ukázal, že být jiný má i své výhody. Dětské drama se šťastným koncem. Neobvyklá kombinace hraného a animovaného filmu, která ukazuje kouzlo co se může stát jen v animovaném filmu. Tento animovaný film vyhrál dvě filmová ocenění.[1]

### Flight
- 2013 - Hudební klip brooklynské rapové skupině The Universe project.[2]

### PEE TIME
- 2014 - Kombinovaný krátkometrážní film o psích kamarádech.[3]

## Reklamní tvorba

### Food revolution day
- 2014 - Krátké propagační video pro Jamieho Olivera.[4]

### Freshlabels
- 2015–2016 - Dokreslené fotografie pro obchod Freshlabels.[4]
- 2016 - Sv. Patrik - Hraná reklama na irskou whiskey Jameson.[5]

### Hyundai
- 2016 - Dokreslené fotografie pro české zastoupení automobilové společnosti Hyundai.

## Ocenění

### BABLS
- 2013 - Independent Williamsburg Film Festival – Best Animated Short

- 2013 - Short Nonstop Online Festival

### Flight
- 2014 - Animánie – Nejlepší studentský animovaný film

## Výstavy
- Mezinárodní Festival Studentských Filmů v Písku (2014)
- Ukradená Galerie (2014)
- Artists of Brooklyn (2015)
- Instagramers gallery - Madrid (2016)
- Polojasno(2016).
- Malý princ (2022–2023)[6]